# 性感兒子假說
性感兒子假說（英語：Sexy son hypothesis），又稱費雪失控（Fisherian runaway），是演化生物學中用來解釋性擇的假說之一。這個假說指出，雌性生物在選擇理想配偶時，會選擇能讓雌性所產出的兒子對雌性更有吸引力、更性感的雄性。這提高了兒子的繁殖成功率，也間接提高雌性基因被成功傳下去的機會。這假説支持雌性的在選擇雄性時，雄性可以為母親或後代提供的好處不太被重視，包括雄性照顧後代的能力與領地大小。
雌性所選擇的特徵包括外觀或行爲，前提是這特徵能被遺傳。雄性擁有此特徵就是“性感”，與特徵本身的品質或用無關。雌性的偏好與雄性的特徵在相互影響下，演化出两性异形。
與之相對的是好基因假說（good genes hypothesis），該理論提出，雌性會選擇那些被認為具有遺傳優勢的雄性，從而提升後代品質。後代生存能力的提升可以替補由於雌性在選擇配偶的“挑剔”而導致的繁殖成功率下降。好基因理論和性感兒子假說之間的主要區別在於，性感兒子假說著重於由於兒子的吸引力而產生的間接影響，而好基因則關注兒子和女兒的生存與繁殖能力。

## 歷史

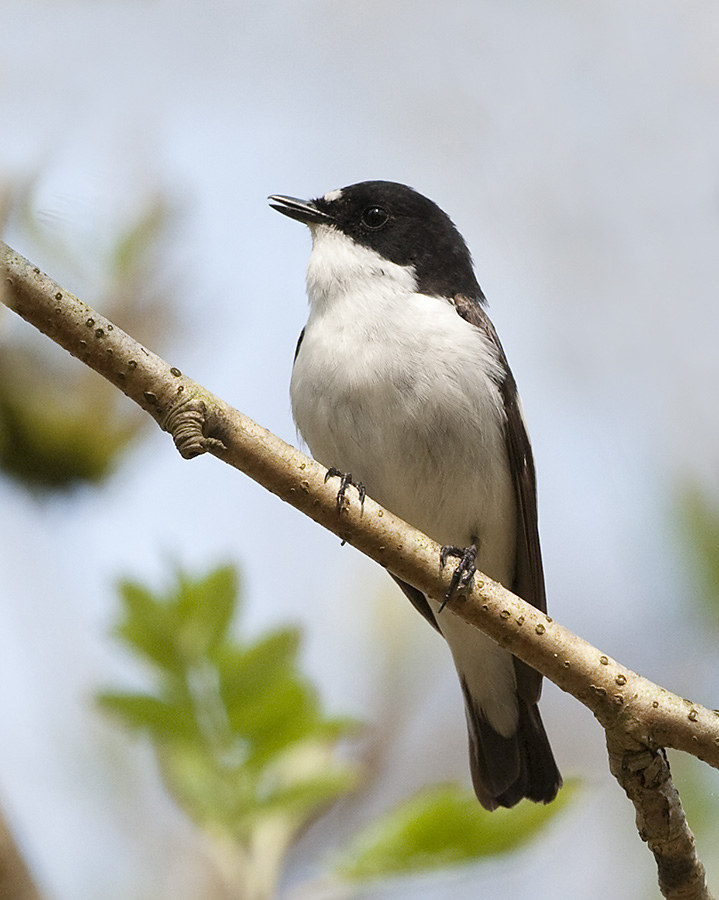
斑姬鹟

羅納德·愛爾默·費雪在1915年，觀察了雌性鳥類的性擇會讓雄性鳥類會長出越來越精緻和美麗的尾羽，提出了疑問：
“為什麼雌性會選擇這種性狀？它對物種有什麼用處？ ”
並提出雌性鳥類在性擇上有“美”的概念，類似于人類的演化美學，以解釋自然界裏的两性异形。
1979年，派崔克·韋瑟黑德與羅利·羅伯遜提出了性感兒子假說。他們基於性選擇與亲代投资，觀察一夫多妻制的紅翅黑鸝，以一夫多妻制閾值模型（polygyny threshold model）與後代的品質為基礎，建立數學模型。雖然假説有被質疑，卻也被證實存在于其他物種，例如斑姬鹟。
後續在1980年代羅素·蘭德和馬克·科派翠分別建立了計量遺傳學和族群遺傳學的模型。